# ۷۱۲ (میلادی)
۷۱۲ (میلادی) هفتصد  و دوازدهمین سال تقویم میلادی است.

## درگذشتگان
‎